# Valjevo
Valjevo (v srbské cyrilici Ваљево) je město v západním Srbsku, centrum Kolubarského správního okruhu, necelých 100 km západně od Bělehradu. Centrum města je soustředěno v kotlině, kterou protéká řeka Kolubara. Patří mezi ta větší a rozvinutější města v Srbsku; podle sčítání lidu z roku 2011 žilo ve Valjevu samotném 59 073 obyvatel, v celé připadající opštině pak 90 312 obyvatel. Průměrná nadmořská výška města činí 185 metrů.
Během dějin měli obyvatelé Valjeva často nezastupitelnou roli v různých národně-osvobozeneckých procesech. Kromě vojenských a národních předáků se město proslavilo také ale i nemalým počtem významných literátů, umělců a vzdělanců. Valjevo navíc patří k nejstarším městům v Srbsku. Jeho jméno se poprvé objevuje v jednom z dokumentů, který se nachází v historickém archivu v Dubrovniku, a uvádí letopočet 1393. Město od této doby existuje již šest století. Během této doby prožívalo rozvoj, stejně jako i úpadek. Cestovatelé, kteří v středověkých časech přes Valjevo procházeli, často psali o rozvinutém městě, kasabě, ale i o vesnici.

## Přírodní poměry
Valjevo se rozkládá v horní části povodí řeky Kolubary; na severu hraničí s opštinami Ub a Koceljeva, na západě s Osečinou a Ljubovijou, na jihu s Bajinou Baštou a Kosjerićem a na východě s Mionicou a Lajkovcem. Zatímco na východ od města je krajina jen mírně zvlněná, na západě se tyčí kopce, přecházející postupně až do pohoří Povlen a Sokolska planina, kde vrcholky dosahují nadmořských výšek až 1200 m.
Město je rozděleno na dvě části řekou Kolubarou. Ta vzniká soutokem řek Jablanica a Obnica a sílí dále ještě díky přítokům Ljubostinja a Gradac.

## Podnebí
Oblast Valjeva má podnebí kontinentální, s lokálními unikátnostmi, které se většinou projevují jako prvky subhumidního a mikrotermálního podnebí.
Průměrná roční teplota vzduchu činí 11 °C; nejchladnějším měsícem je leden, s průměrnou střední teplotou vzduchu okolo -0,2 °C, nejteplejším potom červenec s průměrnou teplotou 21,4 °C. Rekordní zaznamená teplota činí 42,5 °C (nejvyšší) a -29,6 °C (nejnižší). Tlak vzduchu se zde poměrně často mění; v říjnu a lednu se průměrně pohybuje kolem 998,0–998,3 milibarů, v dubnu kolem 993 milibarů. Vprosinci (985,5 milibarů) a lednu (1010,3 milibarů) dosahuje maximálních průměrných hodnot.
Relativní vlhkost vzduchu se na území města a jeho okolí pohybuje kolem 74,6 %; Valjevo tak spadá do průměru.
Město má během roku v průměru 198,9 slunečných hodin za měsíc (44,8 %); nejslunečnějším měsícem je červenec (181,8 hodin), největší oblačnost bývá v prosinci (68,6 hodin).
Srážky ve Valjevu probíhají zhruba tak, jak tomu bývá ve střední Evropě a v Podunají. Průměrný roční úhrn činí 785,7 mm; nejdeštivějším měsícem je červen s úhrnem 100,1 mm, a nejsušším únor s 45,9 mm.
Sníh leží podle průměrných hodnot ve Valjevu 30,9 dní; v některých chladnějších oblastech (např. údolí řek apod.) průměrné hodnoty překračují i 40 dní. Jako první den se sněhovými srážkami vychází v průměru 1. prosinec, jako poslední potom 16. březen; ve výše položených polohách však sněží někdy až do 1. května.
| Měsíc                          | leden | únor | březen | duben | květen | červen | červenec | srpen | září | říjen | listopad | prosinec | roční hodnoty |
| ------------------------------ | ----- | ---- | ------ | ----- | ------ | ------ | -------- | ----- | ---- | ----- | -------- | -------- | ------------- |
| Nejvyšší průměrná teplota (°C) | 4,2   | 7,0  | 12,2   | 17,3  | 22,0   | 24,9   | 26,9     | 27,0  | 23,7 | 18,3  | 11,6     | 5,7      | 16,7          |
| Průměrná teplota (°C)          | -0,4  | 2,0  | 6,3    | 11,1  | 16,0   | 19,1   | 20,8     | 20,2  | 16,5 | 11,2  | 6,1      | 1,5      | 10,9          |
| Nejnižší průměrná teplota (°C) | -4,4  | -2,0 | 1,0    | 5,4   | 9,9    | 13,1   | 14,6     | 14,0  | 10,5 | 5,7   | 1,7      | -2,3     | 5,6           |
| Srážky (mm)                    | 50,4  | 46,2 | 54,2   | 63,5  | 88,1   | 108,3  | 76,7     | 67,9  | 59,6 | 48,3  | 59,6     | 59,4     | 782,2         |

## Etymologie názvu města
O vzniku názvu "Valjevo" ("Ваљево" v srbské cyrlici) existuje několik populárních teorií. O skutečném původu názvu neexistují žádné historické důkazy. Spekuluje se, jestli název nepochází z latiny (ze slova vallis - údolí), či jestli není slovanského původu – potom je možné jej spojit s "valjanou", tj. půdou ve Valjevské kotlině, či uprchlíky před Turky, kteří se "valili" údolím před ukrutnými nepřáteli. Původ názvu města může být ale také i starší; odkazující k někomu se jménem Valj, komu patřily první domy v zárodku tehdejšího města. Mezi Srby se v současné době vyskytují jména jako např. Valjević apod.

## Historie

### Od nejstarších dob až po středověk

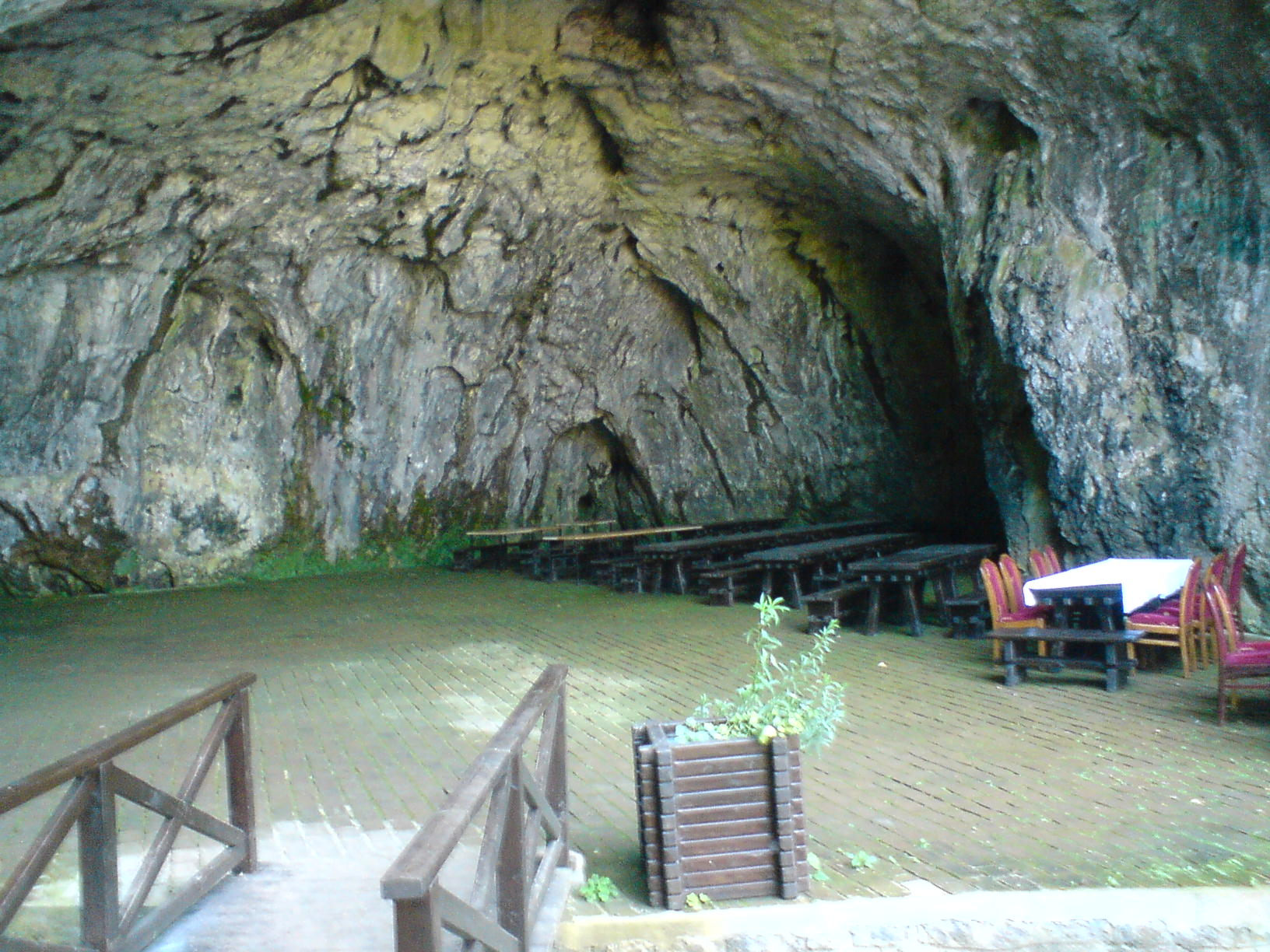
Petnická jeskyně (петнићка пећина), místo kde je doloženo nejstarší osídlení dlouhodobějšího charakteru v oblasti Valjeva a jeho okolí

Úrodné údolí obklopené kopci (hlavně ze západní strany skýtalo již odedávna dobré podmínky k životu, což dokládají stopy nejstaršího lidského osídlení, které lze v okolí Valjeva najít, a to v petnické jeskyni. Jedná se mladší dobu kamennou. Od konce 1. století n. l. byla oblast dnešního města spolu s velkou částí současného Srbska jedním z dílů Římské říše. Na konci 4. století došlo k rozdělení mocného impéria a všechny země východně od Drávy byly začleněny pod Byzanc. Během stěhování národů do oblasti začali pronikat i Slované, kteří zde vytvářeli vlastní tzv. "Sklavinia", tedy malé uzavřené jednotky buď Byzantské říše, nebo některého z jiných mocných států své doby – Bulharska, Uherska apod. V 11. století se tato Sklavinia opět stala součástí Byzance. Od samých počátků nezávislého Srbska vedeného Štěpánem Nemanjou bylo Valjevo a celé okolí povodí Kolubary jeho součástí. Z této doby se dochovaly pozůstatky jednoho z klášterů, jehož vznik je datován na konec 13. a začátek 14. století.
Během celé raně středověké éry existovala ve valjevské kotlině četná sídla, ale s ohledem na to, že archeologický průzkum probíhal pouze v omezené oblasti, jsou informace nepřesné a nepřinášejí údaje o tom, zdali byl zárodek místa kontinuálně osídlen, kam až sahal a kým byl obýván. O Valjevu se poprvé píše ve dvou cyrilicí psaných knihách, které jsou uložené v historickém archivu v Dubrovniku, datovaných do roku 1393; v moderní době byly vydány pod názvem "Stare srpske povelje i pisma", a to v letech 1929 (první svazek) a 1934 (druhý svazek).
V dobách první známé zmínky o Valjevu, v roce 1393, bylo město již nejspíše jednou z aktivnějších obchodních křižovatek středověkého srbského státu, kam přicházely karavany Dubrovničanů. Ti v něm zakládali svoje filiálky. Za prodané zboží ze Středozemí nakupovali různé suroviny, které odváželi zpět na západ na pobřeží. Takto se Valjevu dařilo až do roku 1459, kdy bylo celé středověké Srbsko dobyto stále expandující Osmanská říše.

### Osmanská nadvláda

#### Transformace Valjeva v osmanské město

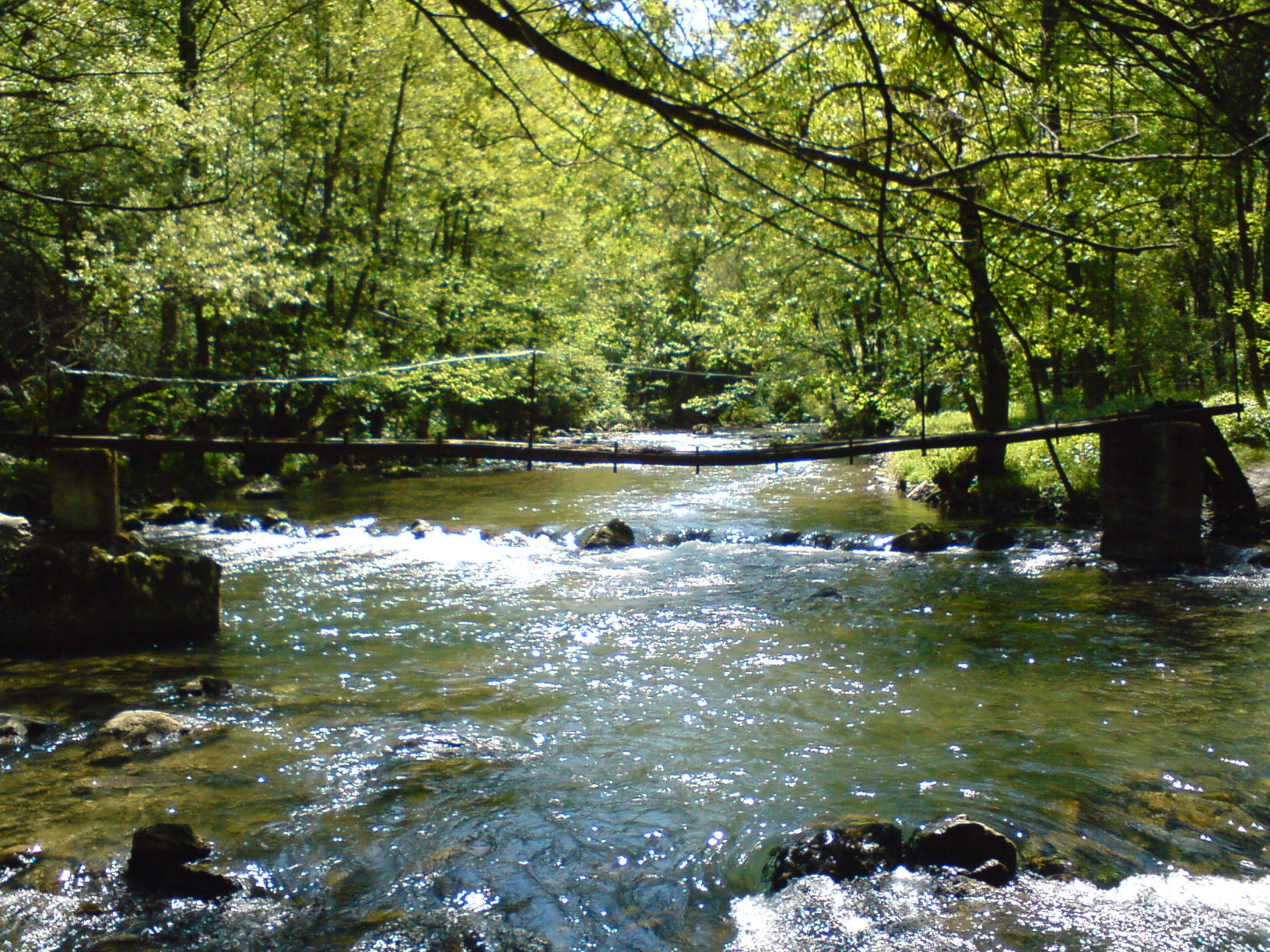
Řeka Gradac

Se změnou mocipána život ve Valjevské kotlině úplně neutichl. Namísto obchodníků ovšem přes Valjevo nyní často procházela turecká vojska, která táhla do Uher. Krátce po obsazení města se hranice turecké říše nacházely několik desítek kilometrů severně od Valjeva. V prvních desetiletích osmanské nadvlády si město drželo svůj křesťanský ráz. Osmané proti tomuto faktu příliš nebojovali, neboť si byli vědomi skutečnosti, že pohraniční obyvatelstvo by v případě represí snadno uprchlo do sousedních Uher (a bojovalo za nového pána proti Turkům), a to proto si jej pokoušeli držet řadou různých výhod. Již od druhé čtvrtiny 16. století se ovšem situace začala měnit. Po Bitvě u Moháče postoupili Turci o několik set kilometrů do uherského vnitrozemí; byli úspěšní i v obsazování cizích území dalšími směry. Tím pádem již nemuseli poskytovat četné výhody valjevským křesťanům. S jejich koncem začala islamizace; někteří lidé přistoupili na novou víru, jiní uprchli a někteří se smířili s postavením obyvatel druhé kategorie.
Na místo těch, co odešli, se začínají do města stěhovat muslimové ze všech krajů říše. Etnické složení Valjeva se tak, podobně jako jinde v Srbsku a dalších dobytých zemích, obohacuje. V téže době se také posunem hranice vytvářejí nové příležitosti pro obchod a rozvoj tehdejšího městečka. Turecké dokumenty z 16. století dokládají obraznou představu rychlého rozvoje a islamizace. Na samém počátku tohoto procesu (v roce 1528) žilo ve Valjevu 600 obyvatel, z toho byli 2/3 křesťané. O třicet let později, v roce 1560, je již doloženo, že ve městě žilo 2060 obyvatel, avšak muslimové již nyní převažovali v poměru 6:1. Tento trend pokračoval i v dalším století a město tak již začalo plně získávat charakter orientální kasaby. Francouzský diplomat Louis Gedoyn, během své cesty o se o městě zmínil, že: "Valjevo je hustě osídlené a prostorné místo, příjemně působící díky velkému množství zahrad". S podobným popisem přišel roku 1660 také i známý turecký cestovatel Evrija Čelebija, který uvedl ve svých zápiscích, že Valjevo má 10 mešit, jedny turecké lázně a větší počet domů, kolem kterých se rozkládají různé sady a zahrady. Čelebiho záznamy bývají občas známy jistou nepřesností (zvlášť favorizací muslimského obyvatelstva), avšak jsou jedním z mála dokladů, které jsou z této doby dostupné. Na konci 17. století se Valjevo z hlediska počtu obyvatel téměř zdvojnásobilo, srovnáme-li jej s podobou před téměř sto lety. V zhruba 870 domech žilo celkem 5200 obyvatel. Čelebija také uvedl, že Valjevo se rozkládalo již na obou březích Kolubary, vyplňuje její údolí, a je řekou na dva díly rozděleno. V jedné části města se nachází tzv. čaršija, kde lidé pracují v různých dílnách a prodávají řemeslné výrobky, zatímco na druhé straně jsou zděné domy, kde bydlí. Lze tak již sledovat jisté dnešní rysy města (nejstarší část Valjeva - kterou je třída Tešnjar a moderní město soustředěné přes řeku Kolubaru).

#### 17. a 18. století
Jak s posunem frontové linie do srdce Uher rozvoj Valjeva a dalších vzdálenějších míst začal, tak s úspěchy Habsburků a ústupem Turků nastoupil útlum. Na konci 17. století museli Turci na základě Karloveckého míru ustoupit až na Dunaj a Sávu, takže se nyní Valjevo nacházelo pouhých 40 km od rakouských hranic. To také znamenalo, že dojde-li v budoucnu k další válce, bojovat se velmi pravděpodobně bude právě ve Valjevu a v jeho okolí. Již o necelých 20 let později bylo během dalšího z četných osmansko-habsburských konfliktů Rakouskem dobyto a v následujících dvaceti letech (1719–1739) narychlo transformováno v křesťanské město. Přesuny vojsk vedly k drastickému úbytku obyvatelstva - zatímco v dobách největší turecké slávy žilo ve Valjevu přes 5000 lidí, nyní zde bylo méně než 200 domácností.
Většinové muslimské obyvatelstvo město opustilo, což znamenalo, že jej bude nezbytné někým dosídlit. Do prázdných domů se nastěhovali hlavně Srbové, a to jak civilní obyvatelstvo, tak i vojáci, hlavně pohraničníci. Přibývaly také i německé rodiny. Několik hodin chůze jižně od Valjeva se nacházela nová linie mezi rakouským Srbskem a nepřátelskou Osmanskou říší. Přítomnost armády a strach z další změny hranic a válečných aktivit znamenal, že jakýkoliv nový rozvoj města, bude značně pomalejší a chudší, než tomu bylo v předchozích dobách.

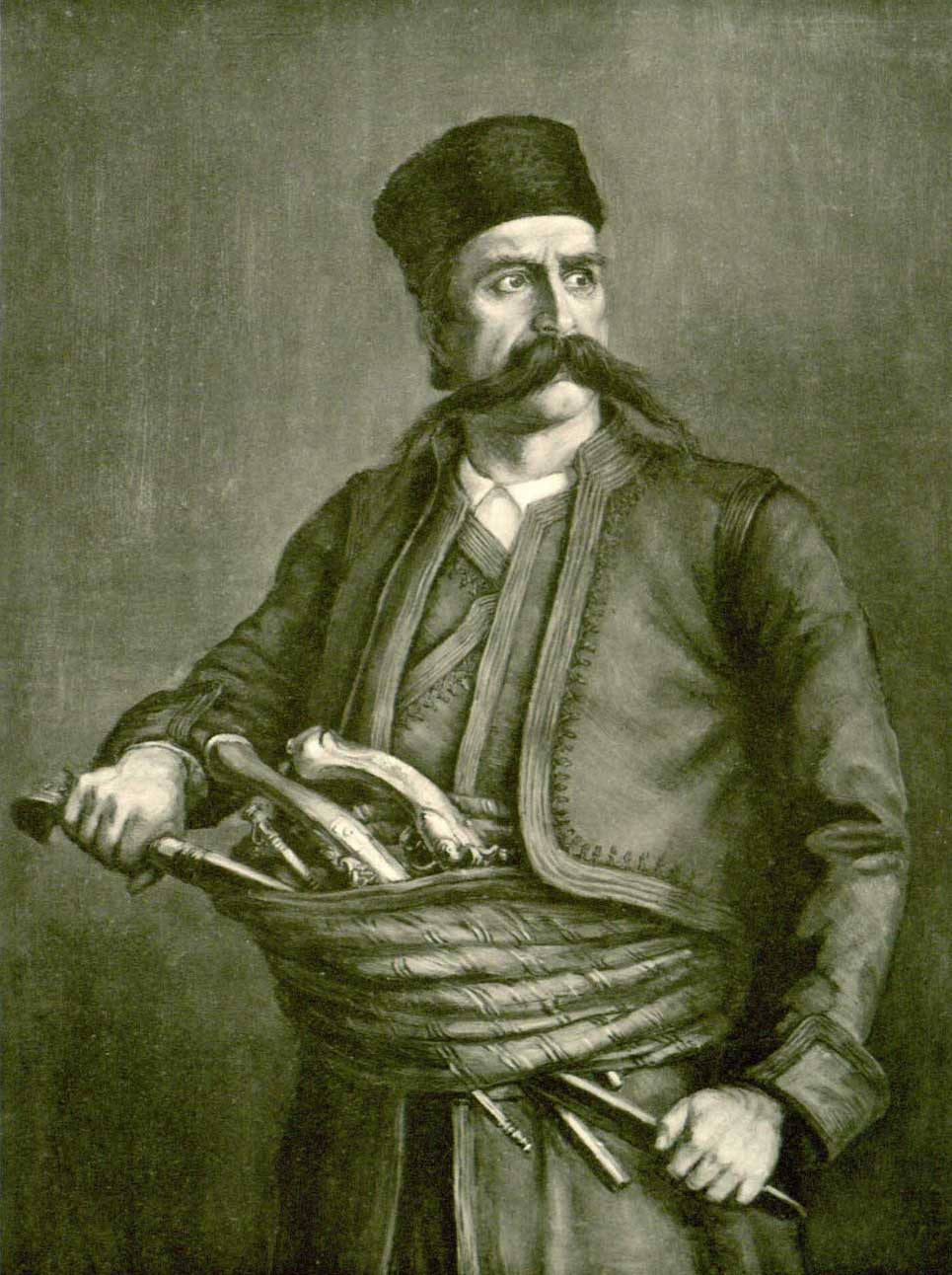
Srbský předák Ilija Birčanin zavražděn ve Valjevu v předvečer prvního Srbského povstání

Nepříliš slibný rozvoj Valjeva utnula nová válka, která se mezi Tureckem a Habsburskou monarchií rozhořela v roce 1737 a trvala dva roky. Bělehradský mír, který stanovil nové linie mezi Osmanskou říší a Rakouskem, znamenal konec nadvlády Vídně nad alespoň malou částí Srbska – byly tak víceméně obnoveny hranice z roku 1699. Znovu tak pokračovaly společenské přeměny běžné v osmanských městech, které byly násilně přerušené rakouským vpádem. V roce 1741 mělo Valjevo celkem 550 obyvatel; 80 muslimských a 11 křesťanských rodin. O více než 40 let později, v roce 1784 žilo ve městě téměř pětkrát více obyvatel; ve 400 muslimy a 50 křesťany obývaných domech celkem 2300 lidí. Tehdejší dokumenty dokládají, že se město rozkládalo na obou březích řeky v rozmezí dnešního centra města, převažovalo osídlení na levém břehu Kolubary (kde se dnes nachází střed moderního města). Z této doby - konce 18. století - pochází také v současné době nejstarší dochovaná stavba na území Valjeva, kterou je Muselimov konak, dnes muzeum věnované prvnímu srbskému povstání.

### Vymanění se z turecké nadvlády

#### Srbská povstání a autonomie

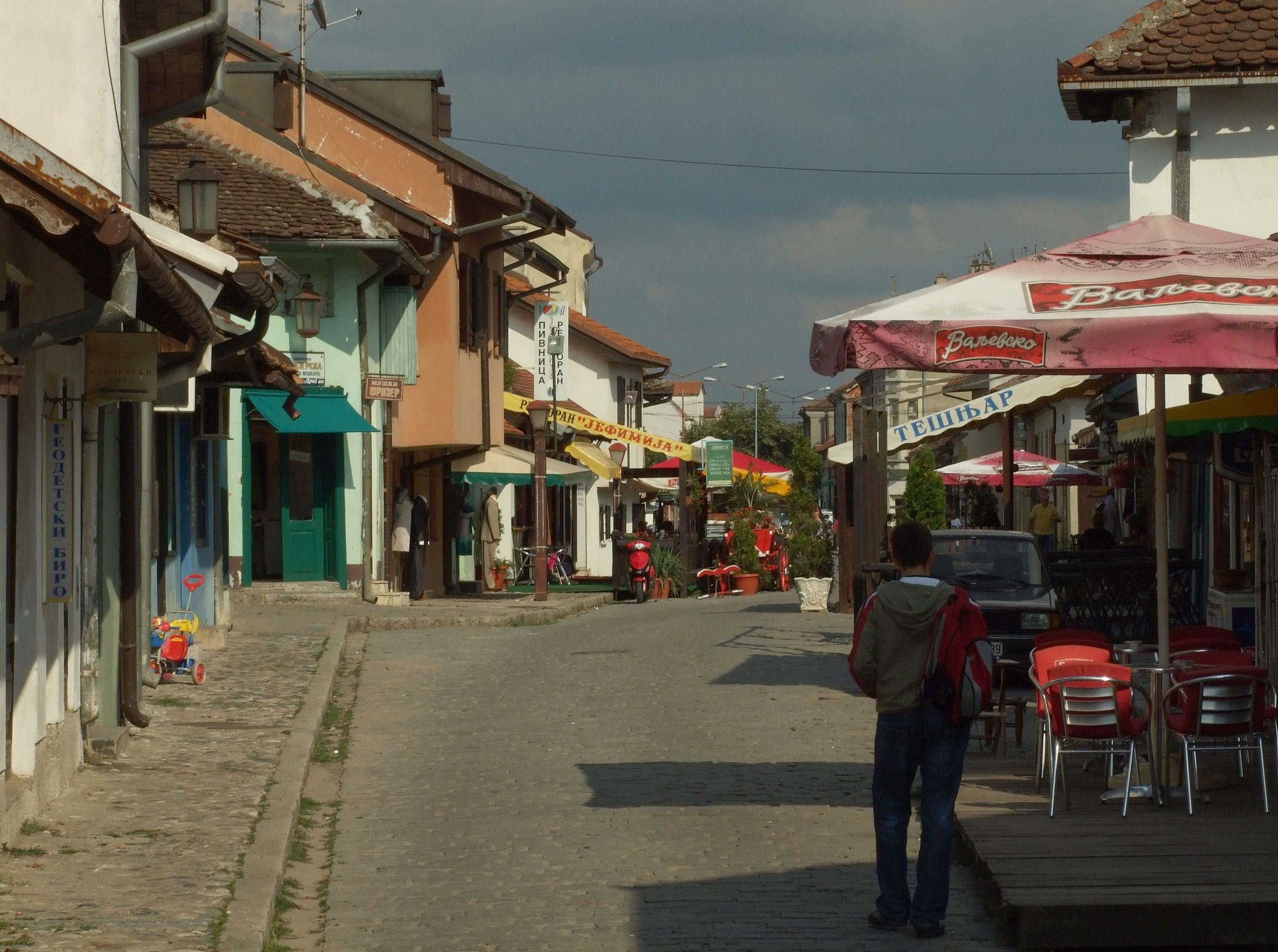
Tešnjar - původně čaršija, později staroměstská ulice evropštějšího rázu

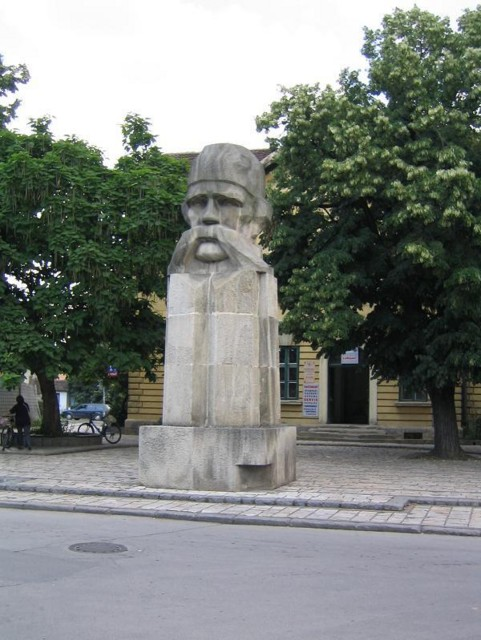
Vuk Karadžić – busta před budovou původního nádraží

S počátkem 19. století začaly procesy rychlé transformace severních částí Srbska, které se nemohly měřit s čímkoliv v předchozích dobách. První srbské povstání vypuklo právě v okolí Valjeva a znamenalo rychlý konec poměrů, které nebyly příliš příznivé – Osmanská říše prováděla rozsáhlé reformy armády, hospodářství i státní správy, což těžce dolehlo na okrajové oblasti impéria (Srbsko), znamenaly fragmentaci státu a hlavně vzrůst moci lokálních vládců, mnohdy velmi krutých.
Roku 1804 místní srbské obyvatelstvo zahájilo vzpouru proti tureckým správcům a podařilo se mu poměrně úspěšně obsadit nemalý díl Bělehradského pašalíku. Na osvobozeném území byla vytvořena zcela nová správa. Valjevo patřilo k prvním obsazeným místům. Poprvé tak byla ukončena třísetletá cizí nadvláda. Pro potřeby vzbouřenců zde byla postavena továrna na střelný prach.
V Osmanské říši bylo obyvatelstvo měst většinou muslimské, zatímco sedláci byli křesťané. Turci (a příslušníci jiných islámských národů) se tak věnovali řemeslné a obchodní činnosti, zatímco Srbové byli hlavně zemědělci. V záznamech z roku 1808 je uvedeno, že město má jen 200 domů s okolo 1000 obyvateli; většinu tvořili muslimové. Ale základy pro dominanci budoucího křesťanského obyvatelstva byly již položeny a následujícími událostmi, označovanými často jako Srbská revoluce, posíleny. Koncem roku 1813 byla tureckou ofenzivou povstalecká správa rozvrácena, netrvalo ovšem dlouho a v Srbsku vypukly opět nepokoje a povstání. Po několikaměsíčních bojích získala nakonec část dnešního Srbska územní autonomii; do této oblasti spadalo i Valjevo. Noví srbští správci měli jen malé porozumění pro početné muslimské obyvatelstvo, symbolizující cizí nadvládu. Mezi muslimy a Srby docházelo často k násilnostem a stoupenci islámu, ať již byli Turci, či z jiných koutů říše, začali masivně Valjevo opouštět. Již roku 1826 bylo ve městě okolo 150 křesťanských a 30 muslimských domácností. Většina muslimů se přesídlila buď do měst, kde byly zřízeny turecké pevnosti (což znamenalo, že tam bude mnohem bezpečněji), nebo do ostatních částí říše, tj. na jih, nebo na východ do Bosny a Hercegoviny.

#### Srbské knížectví
Počátkem třicátých let dosáhl srbský kníže Miloš Obrenović s tureckými představiteli dohody ohledně rozšíření autonomie. Na základě toho tak všichni Turci, kteří opustili svoje majetky ve Valjevu, ale i mnohých dalších místech, dostali přiměřenou náhradu. Ti muslimové, kteří zůstali, museli své domovy a majetek prodat a odstěhovat se do jimi určených měst s tureckou vojenskou posádkou, nebo úplně pryč ze srbského území. To zajistilo již definitivně převahu a dominanci křesťanů v srbských městech, jakož i ve Valjevu. Odliv muslimů v letech 1815 až 1830 však slušně převyšoval počet srbských dosídlenců. Ti, co přišli, byli hlavně řemeslníci a obchodníci a obsazovali domy hlavně u čaršije, tedy pravý břeh Kolubary. Odislámštění města a příliv nových řemeslníků znamenal transformaci tržiště v podobu dnes známou - tedy Tešnjar, dnes samé centrum Valjeva. Levý břeh Kolubary, kde se dnes rozkládá moderní část města však byl i nadále opuštěný. V roce 1832 nařídil kníže Miloš Obrenović, aby na tomto místě byl vybudován nový pravoslavný kostel. Kníže si byl dobře vědom skutečnosti, že kde se soustředí náboženský život bude se brzy velmi dobře dařit i společenským aktivitám a město se obnoví. Aby nenastal zmatek, nechal kníže vyslat do města inženýra který vytyčil nové ulice, kterých se má nová zástavba držet. V roce 1839, na počátku procesu budování města výlučně moderního charakteru, mělo Valjevo celkem 873 obyvatel. Již v 60. letech se počet Valjevanů zvýšil na 2150. To ovšem znamenalo, že možnosti města tak, jak bylo naplánováno za Miloše Obrenoviće přestávaly stačit. A tak byl roku 1855 vypracován nový plán rozvoje, který přinesl pravoúhle vytyčené třídy, tvořící centrum moderní části Valjeva. Nová koncepce se poučila ze své předchůdkyně, neboť se počítalo s postupně rostoucím počtem obyvatel.

#### Nezávislé Srbsko
Modernizace a evropeizace orientálního města postupovala rychle. V druhé polovině 19. století se začaly objevovat první průmyslové komplexy, jejichž rozvoj podnítilo zavedení železnice do Valjeva v roce 1908. Město bylo elektrifikováno, byla otevřena škola, tiskárna a divadlo. Na počátku 20. století žilo ve městě 7 750 obyvatel.

### Moderní doba

#### První světová válka
Během první světové války se v blízkosti města odehrála známá Bitva na Kolubaře, během které se Srbsku podařilo porazit oddíly Rakousko-Uherské armády. Ve Valjevu samotném sídlil štáb srbské armády; okolí města bylo pod kontrolou generála Živojina Mišiće.

#### Druhá světová válka
V roce 1941 zasahovala na území města i jeho okolí tzv. Užická republika, tedy území ovládané společně partyzány i četniky.

#### Socialistická Jugoslávie
Rozvoj Valjeva pokračoval i v druhé polovině 20. století. V rámci budování železniční trasy z Bělehradu do Baru a její modernizace bylo kompletně přeloženo nádraží; stará budova zůstala zachována a v prostoru bývalé trati vznikla rychlostní komunikace. Bylo vybudováno několik sídlišť.
Od šedesátých let se navíc dobře dařilo i průmyslu, hlavně zbrojnímu. Byly vybudovány veliké továrny (např. Krušik), dále závody na zpracovávání kovů, dřeva, kůže; nové tiskárny. Zemědělství v okolí města bylo združstevněno. Na počet partyzánského odboje byl nad městem vybudován velkolepý památník "bojovníkům revoluce".

#### Valjevo na po rozpadu SFRJ
Po rozpadu Jugoslávie rozvoj města zbrzdily mezinárodní sankce. Některé továrny byly bombardovány v rámci kampaně NATO proti tehdejšímu režimu v Jugoslávii. Otevření se Srbska na počátku 21. století umožnilo příliv zahraničních investic a modernizaci infrastruktury.

## Obyvatelstvo
| Rok  | Počet obyvatel |
| ---- | -------------- |
| 1528 | okolo 600      |
| 1535 | okolo 660      |
| 1560 | okolo 2060     |
| 1660 | okolo 5200     |
| 1718 | nejméně 120    |
| 1735 | nejméně 1200   |
| 1741 | nejméně 550    |
| 1784 | okolo 2300     |
| 1808 | okolo 1000     |
| 1818 | okolo 1100     |
| 1834 | 893            |

| Rok  | Počet obyvatel |
| ---- | -------------- |
| 1839 | 873            |
| 1844 | okolo 1720     |
| 1862 | 2150           |
| 1900 | 7747           |
| 1948 | 15 830         |
| 1953 | 21 165         |
| 1961 | 28 461         |
| 1971 | 39 786         |
| 1981 | 50 114         |
| 1991 | 59 016         |
| 2002 | 61 035         |

Podle posledního sčítání lidu žilo v administrativní jednotce Valjevo 49 184 obyvatel; průměrné stáří činilo 38,7 let (37,8 u mužů a 39, 6 u žen). Celkem se tu nacházelo 21 387 domácností, každá z domácností měla v průměru 2,85 členů. Pole posledních tří sčítání lidu se ukazuje, že počet Valjevanů roste i v dnešní době.
Město obývají především Srbové, kteří činí 96,15 % obyvatel; dalšími menšinami jsou potom Romové (0,86 %), Černohorci (0,33 %), a 0,32 % obyvatel města se přihlásila také k jugoslávské národnosti.

## Administrativní členění
Centrum města tvoří pouze jedna administrativní jednotka. Pod opštinu Valjevo spadá ale také ještě následujících 78 sídel:
| - Babina Luka - Bačevci - Balinović - Belić - Beloševac - Beomužević - Blizonje - Bobova - Bogatić - Brangović - Brankovina - Brezovice - Bujačić - Degurić - Divci - Divčibare - Donja Bukovica - Donje Leskovice - Dračić - Dupljaj - Gola Glava - Gorić - Gornja Bukovica - Gornja Grabovica - Gornje Leskovice - Jasenica | - Jazovik - Joševa - Jovanja - Klanica - Klinci - Kotešica - Kovačice - Kozličić - Kunice - Lelić - Loznica - Lukavac - Majinović - Mijači - Miličinica - Mrčić - Oglađenovac - Osladić - Paklje - Paune - Petnica - Popučke - Pričević - Prijezdić - Rabas - Rađevo Selo | - Ravnje - Rebelj - Rovni - Sandalj - Sedlari - Sitarice - Sovač - Stanina Reka - Stapar - Strmna Gora - Stubo - Sušica - Suvodanje - Taor - Tubravić - Tupanci - Valjevska Kamenica - Veselinovac - Vlaščić - Vragočanica - Vujinovača - Zabrdica - Zarube - Zlatarić - Žabari |

## Školství a věda

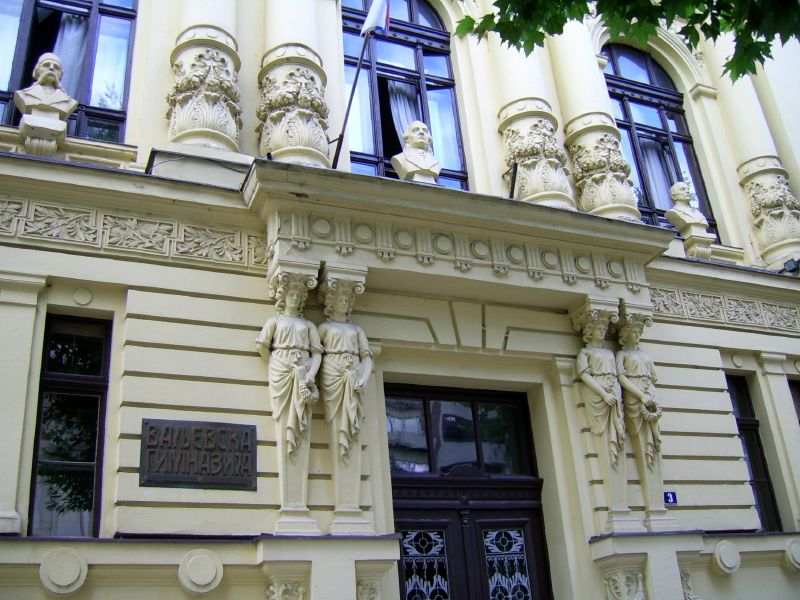
Valjevské gymnázium

Ve Valjevu se nachází celkem 7 základních škol, 5 středních škol (Valjevské gymnázium; ekonomická, technické, lékařská a zemědělská střední škola), jedna vysoká škola, fakulta managementu a několik soukromých vysokých škol a institutů.
Poblíž Valjeva v Petnici se nachází výzkumná stanice (Israživački institut).

## Kultura a média
Ve Valjevu se nachází řada kulturních institucí a konají se různé akce. Dějiny města zpracovává místní muzeum, které bylo nákladně zreoknstruováno; za nově provedené expozice obdrželo několik ocenění. Mezi další ústavy pak patří Kulturní centrum Valjeva, galerie moderního umění a historický archiv. Z Valjeva vysílá řada televizních a rozhlasových stanic, vycházejí místní noviny a časopisy.
Každý rok se ve Valjevu koná jazzový festival.

## Sport
Ve Valjevu sídlí fotbalové kluby FK Budućnost Krušik a FK Bezbednost Valjevo, či basketbalový klub KK Metalac Valjevo, který své zápasy hraje ve Valjevské sportovní hale, založené roku 1972.

## Doprava
Poloha v blízkosti významných a důležitých dopravních tahů (Ibarská magistrála a dopravní tahy směrem do Bosny a Hercegoviny, železniční trať Bělehrad - Bar; město má vlastní letiště) předurčuje Valjevo k roli významného regionálního centra.
Zavedení železnice v 19. století přispělo k rozvoji města a její přestavba v druhé polovině 20. století znamenala napojení Valjeva na hlavní tah spojující Srbsko a Černou Horu. Valjevo je silničně napojeno na Bělehrad, Šabac, Užici a Loznici. Z východní strany byl vybudován silniční okruh.

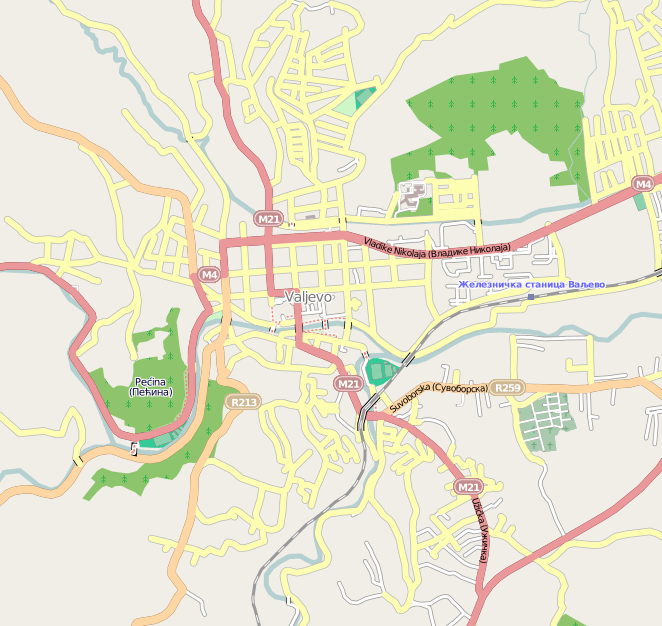
Centrální část města je organizována jako pravoúhlá síť ulic - pozůstatek koncepce z poloviny 19. století. Železniční trať se středu města vyhýbá

## Partnerská města
- Prievidza, Slovensko
- Pfaffenhofen, Německo
- Sittard, Nizozemsko